# Egoísta (canción de Ozuna)
«Egoísta» es una canción del cantante portorriqueño Ozuna en colaboración con el dúo portorriqueño Zion & Lennox. Se lanzó el 14 de octubre de 2017, como sencillo de su primer álbum de estudio Odisea. El tema se certificó con cuatro discos de platino en Estados Unidos.

## Antecedentes y composición
El tema y el vídeo musical fue anunciado a través de las redes sociales del cantante para el 5 de octubre de 2017, sin embargo, la pista escrita por el cantante junto a Felix y Gabriel de Zion & Lennox, Roberto Martínez, Carlos Ortiz, Luis Ortiz, Juan River y Vicente Saavedra, bajo la producción de Bless The Producer, Hi Music Hi Flow, Gabi Music y Chris Jeday se estrenó el 14 de octubre de 2017, como sencillo de su álbum debut de Odisea.

## Vídeo musical
El video musical de «Egoísta» se estrenó el 14 de octubre de 2017. Dirigido por el venezolano Nuno Gómez el vídeo se grabó en Estados Unidos. En él se ve a los artistas interpretando la canción en un galpón. El vídeo superó los 4 millones de reproducciones en solo día de estreno. A marzo de 2020, cuenta con 295 millones de reproducciones.

## Certificaciones
| País (organismo certificador) | Certificación      | Unidades certificadas |
| ----------------------------- | ------------------ | --------------------- |
| Estados Unidos (RIAA)         | 4x Platino (Latin) | 240 000               |